# 神宮衛士

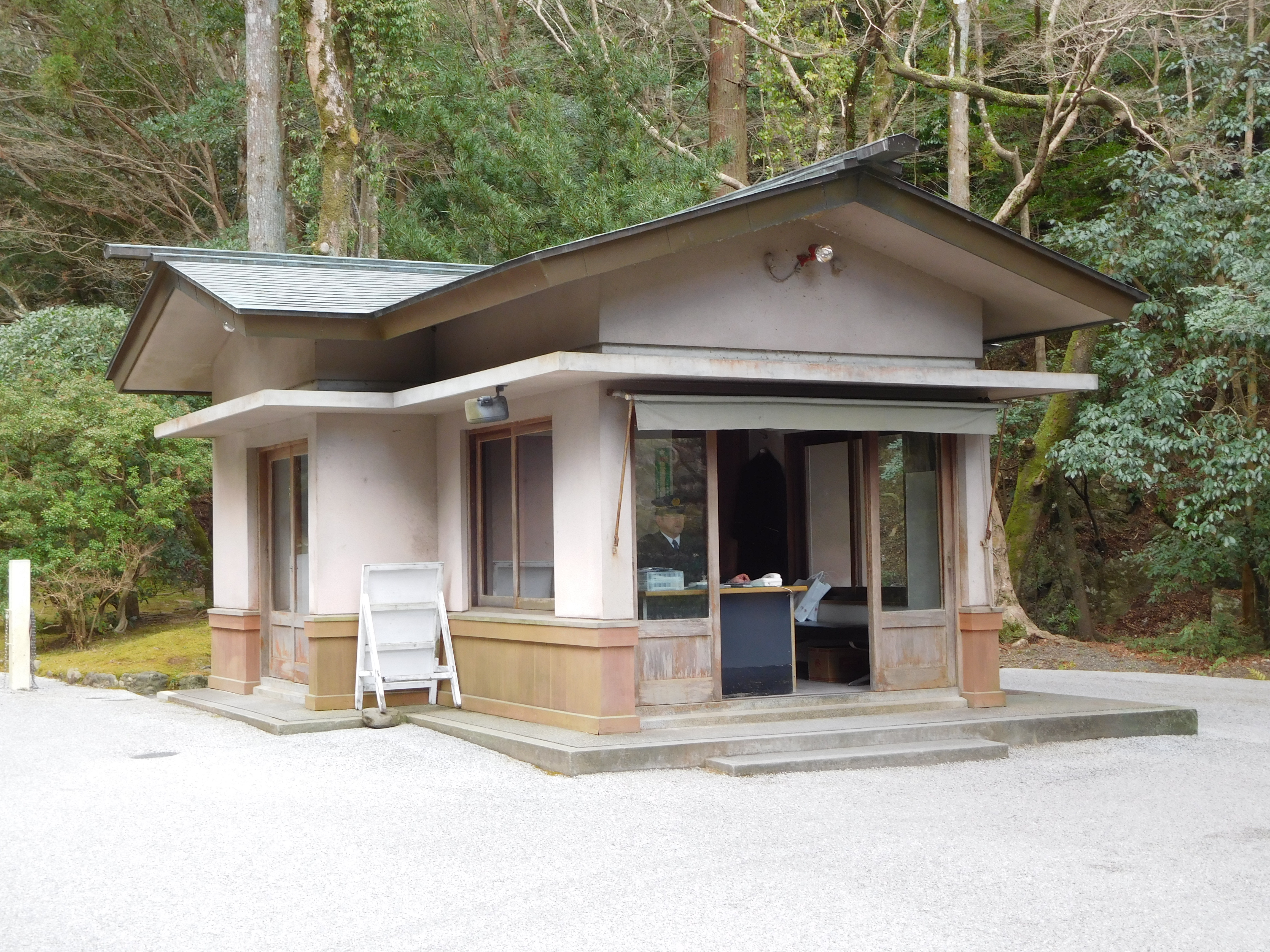
伊勢神宮内宮にある、衛士見張所。

神宮衛士（じんぐうえじ、じんぐうえし）とは、かつて伊勢神宮に置かれていた警衛に従事する官吏の称である。現在は、宗教法人である神宮の職員にその名が残る。

## 由来と概要
神宮御鎮座当時は倭姫命に従って伊勢にきた物部十千根命の部下（八十友諸人）が警衛の任に当たっていたとされるがその後大神宮司の被官に検非違使があり神郡内の非違を検察した。しかし、直接に宮中守護の任に当たったのは禰宜・大内人等でありこれら神職が神領の戸人を指揮し日夜番直した。その後神領警護のことは武家に移りなかでも山田奉行は内宮・外宮の警衛を第一の任務とした。江戸期の式年遷宮の特別警護には隣藩の鳥羽藩が任に当たり嘉永2年9月の遷宮警護には鳥羽藩士330人が警衛の任についている。
その後大正10年、勅令である神宮司庁官制の改正により官吏として、衛士長1名、衛士副長2名、衛士93名が置かれた。
現在では三重県警察のOBが職についている事が多いとされている。

## 官吏時代の沿革
明治27年1月13日に「神宮衛士長及衛士ニ関スル件」（明治27年1月13日勅令第5号）が制定された。この際には、衛士長1名、衛士12名が置かれ、いずれも判任官の待遇とされた。
明治31年8月12日には、「神宮衛士長及衛士ニ関スル件」（明治31年8月12日勅令第189号）が新たに制定されて、これによって明治27年勅令は廃止された。この際には、衛士長1名、衛士副長2名、衛士30名が置かれ、いずれも判任官の待遇とされた。
明治33年4月1日には、衛士の定員が40名に増加された。
明治45年4月20日には、衛士の定員を勅令中で規定するのを取り止め、内務大臣が定めることとされた。また、衛士長を奏任官の待遇とした。

## 官吏時代の服制
大正10年12月16日には、「神宮衛士長衛士副長及衛士服制ノ件」（大正10年12月16日勅令第476号）が制定され、衛士長以下の制服が規定された。
これによると、衛士長以下の服制は、
1. 正装（総付肩章着用の立襟フロックコート型）
2. 礼装（肩章着用の立襟フロックコート型）
3. 常装（肩章着用の立襟フロックコート型）

に分類された。

## 宗教法人「神宮」の職員として
戦後は人数も半減し、官吏の身分を離れ、宗教法人「神宮」の宗教法人法上の「規則」である「神宮規則」第31条に基づき、衛士長、衛士副長及び衛士が置かれる。
神宮規則第39条によれば、「衛士長は上司の命を受けて衛士副長及び衛士を指揮監督する」、衛士副長は「衛士長を佐けて警衛業務を分掌する」、衛士は「上司の命を受けて警衛及び森林の警護に従事する」と定められている。
現在、衛士らは神宮の事務組織である「神宮司庁」の警衛部の職員として、60名ほどの衛士らが日夜神宮域内の守護に任じている。
また、神宮域内の自衛消防隊の任務も担っており消防車も配備されている（ただし神宮の自衛消防隊である「神宮消防組」のメンバーは、神宮の職員のほか、志願者の中から選抜された近隣の一般住民も含まれており、全員が神宮衛士ではない）。

## 現在の服制
現在は、衛士長、衛士副長、衛士ともに、神宮司庁が定めている制服で、冬服は黒のダブル6つボタン3つがけで共布の肩章付のスーツ型、夏服は灰色のシングル4つボタンで共布の肩章付のスーツ型、盛夏服はライトグレーでグレーの肩章を付けた長袖シャツとグレーのズボン、雨衣は濃紺色のダブル3つがけのトレンチコート、防寒服は黒のダブル3つがけ8つボタンの外套である。階級章は左胸部に着用する。ネクタイは黒色又は濃紺色のものとなる。
制帽には「菊花紋章」が帽章として用いられている。また行事に際しては制服に白の飾緒を付ける。